# Powtarzalne źródła miękkich promieni gamma
Powtarzalne źródła miękkich promieni gamma (ang. Soft Gamma Repeaters, SGR) – obiekty astronomiczne należące do rzadkiej klasy obiektów wysyłających krótkie, powtarzalne rozbłyski promieniowania gamma w nieregularnych odstępach czasu. Obiekty te są interpretowane jako magnetary, czyli gwiazdy neutronowe o niezwykle silnym polu magnetycznym.
Cztery najwcześniej odkryte i najbardziej znane takie obiekty (trzy w naszej Galaktyce i jeden w kierunku Małego Obłoku Magellana) oraz dwaj kandydaci to:
- SGR 0526-66 (odkryty w 1979)
- SGR 1806-20 (odkryty w 1979/1986)
- SGR 1900+14 (odkryty w 1979/1986)
- SGR 1627-41 (odkryty w 1998)
- SGR 1801-23 (kandydat)
- SGR 0501+4516 (kandydat).

Odkrywane są też kolejne takie obiekty:
- SGR 0501+4516 (odkryty w 2008)[1],
- SGR J1550-5418 (odkryty w 2008)[2]. Znany wcześniej jako AXP 1547-5408.

W sumie w naszej Galaktyce odkryto jak dotychczas kilkanaście obiektów tej klasy, a szacowana ich liczba w Galaktyce to około kilkadziesiąt.
Nie jest wykluczone, że pewna część populacji obserwowanych krótkich błysków gamma to właśnie w rzeczywistości powtarzalne źródła miękkich promieni gamma.